# 옆구리

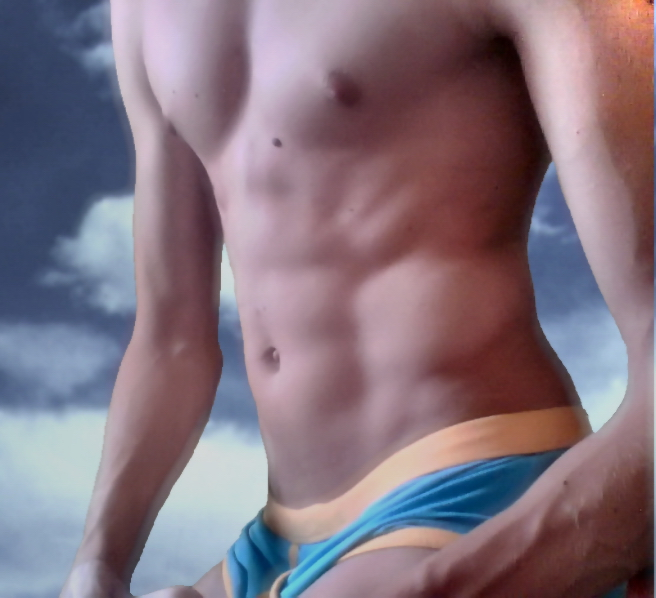
옆구리

옆구리(Flank)는 몸통 (어깨 아랫부분) 뒤쪽, 갈비뼈의 아랫부분, 엉덩뼈의 윗부분이다. 허구리라고도 한다.